# Kadrovska divizija
Kadrovska divizija (angl. Cadre Division) je mirnodobna divizija, ki je ohranila le minimalno sestavo (po navadi le štab in prištabne enote), medtem ko so vse druge enote razpuščene in vojaki prestavljeni v rezervno sestavo.